# Kaler

Wappen derer von Kaler zu Lanzenheim

Die Familie Kaler (seit 1757: von Kaler zu Lanzenheim) stammt aus Tirol. Das Geschlecht lässt sich bis in das 16. Jahrhundert zurückverfolgen.

## Ursprung
Die Kaler stammen aus dem Pustertal in Tirol. Stammvater der Familie ist Johann Kaler, geboren um 1570, Bürger und Rotgerbermeister im dortigen Niederdorf (Südtirol). Er heiratete am 8. November 1600 Maria Strobl, der Name „Kaler“ wurde dabei zum ersten Mal urkundlich erwähnt.

## Wappenverleihung
Kaiser Ferdinand II. (HRR) (1578–1637) und Claudia de’ Medici (1604–1648), Erzherzogin von Österreich und Landesfürstin von Tirol, verliehen den Brüdern Bernhard Kaler (1613–1682), Rotgerbermeister und Handelsmann in Niederdorf, und Christoph Kaler (1610–1658), Landrichter des Haller Damenstifts, am 21. Mai 1635 ein Wappen (drei rote Rosen und zwei goldene Löwen).

## Nobilitierung
Am 3. Januar 1757 wurde der Landrichter Christoph Albert Kaler (1696–1767) von Kaiserin Maria Theresia (1717–1780) in den erbländisch-österreichischen Adelsstand (Reichsadel) erhoben. Christoph Albert Kaler hatte sich als Hauptmann einer Scharfschützenkompanie, die er auch finanzierte, Verdienste um die Landesverteidigung erworben. Der Name „Lanzenheim“ geht zurück auf ein Herrenhaus, das Christoph Albert Kaler einige Jahre vor seiner Nobilitierung in Tristach bei Lienz errichtet hatte.

### von Metz-Kaler zu Lanzenheim
Der K. u. K. Hauptmann Gustav Metz-Kaler (Sohn des K. u. K. Telegraphenkontrollors Gustav Metz, * Radautz in der Bukowina 1844; † St. Egyd 1904) war Neffe und Adoptivsohn des Mauritius von Kaler zu Lanzenheim, Kaiserlichen Rats und Oberinspektors der österreichischen Staatsbahnen. Am 18. September 1917 erfolgte für ihn durch kaiserliche Allerhöchste Entschließung die erbliche österreichische Adels-, Prädikats- und Wappenübertragung als zukünftig von Metz-Kaler zu Lanzenheim. Das Diplom wurde am 8. Februar 1918 in Wien ausgehändigt.

## Patronatsherrschaft
Alexander Christoph von Kaler zu Lanzenheim (1731–1802), Landrichter und Verwalter der Burg Heinfels im Pustertal, war von 1781 bis zu seinem Tode Patronatsherr der Pfarrkirche St. Ulrich (Lavant).

## Wappen
Das Wappen von 1635 und 1757 zeigt in Schwarz einen mit drei roten Rosen belegten silbernen Balken, oben und unten begleitet von je einem schreitenden, rot bezungten goldenen Löwen. Auf dem Helm mit rechts schwarz-goldenen und links rot-silbernen Decken ein wachsender, rot bezungter goldener Löwe zwischen offenem, rechts schwarzen und links roten, je mit dem Rosenbalken belegten Flug.

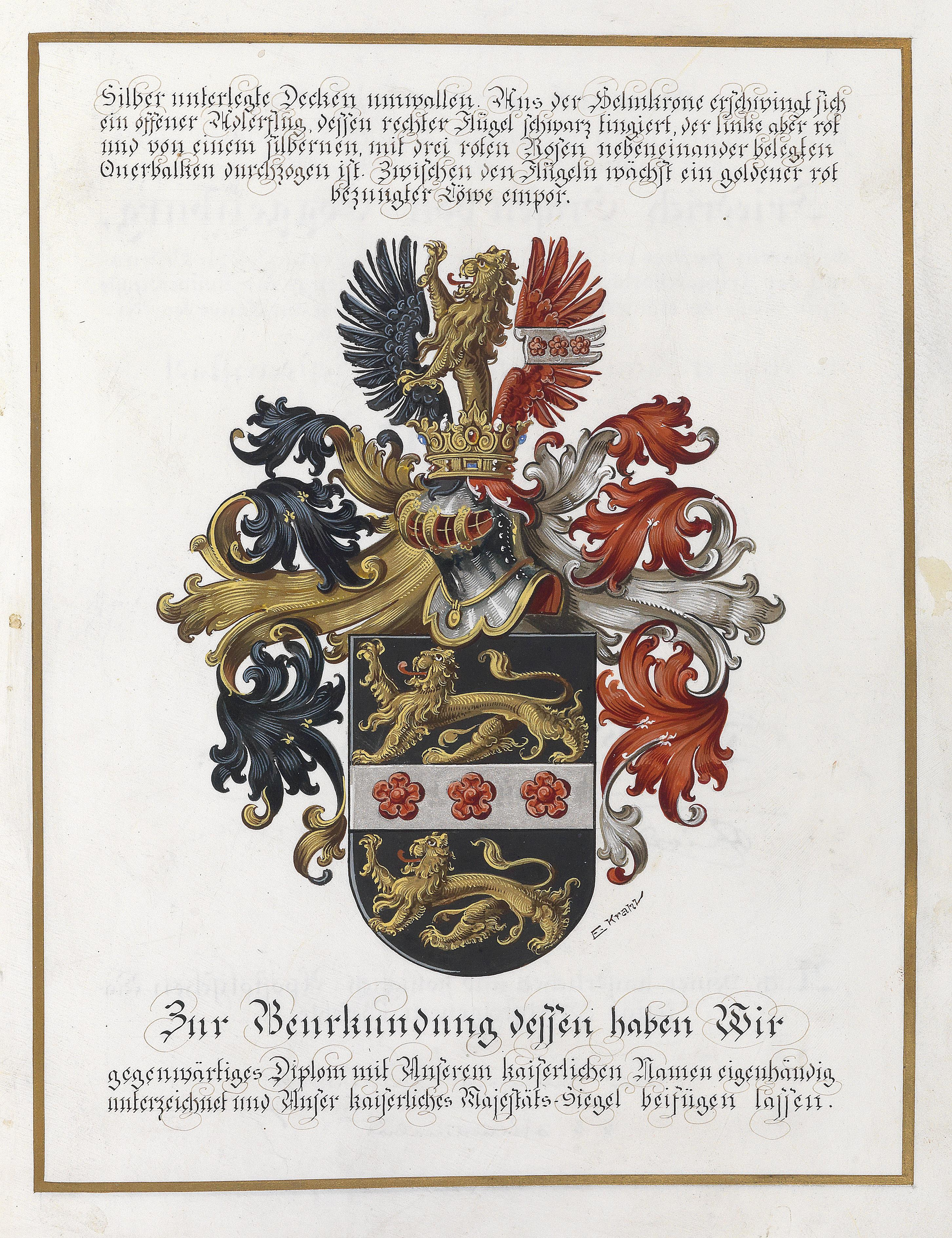
Wappen von Metz-Kaler zu Lanzenheim im Adelsdiplom von 1918

Das Wappen von Metz-Kaler zu Lanzenheim von 1918 ist gleich dem der von Kaler zu Lanzenheim, jedoch ist der rechte Flügel der Helmzier nur schwarz.

## Bekannte Namensträger
Der berühmteste Nachkomme der Kaler ist der österreichische Arbeiterführer Emil Kaler-Reinthal (1850–1897), ein nichtehelicher Sohn der Wilhelmine von Kaler zu Lanzenheim (1824–1906).
Konstanze von Kaler zu Lanzenheim (1895–1991) war mit Gustav Koenigs (1882–1945) verheiratet. Er war ein deutscher Verwaltungsjurist und Staatssekretär, den die Verschwörer des 20. Juli 1944 als Reichsverkehrsminister vorgesehen hatten.
Bekannt wurden ferner die Künstler Gerhard Schmidt-Kaler (1920–2008) und Michael von Kaler (* 1961), der Astronom Theodor Schmidt-Kaler (1930–2017) und der Geologe Hermann Schmidt-Kaler (1933–2015).